# Denise Fabre
Denise Fabre (rođena 5. rujna 1942.) je bivša tv voditeljica i spikerica.

## Biografija
Rođena je u Nici. Karijeru je započela na Télé Monte Carlo. Napredak je doživjela na televiziji Antenne 2 (Danas France 2), a potpuni uspjeh je doživjela na televiziji TF1 na kojoj je radila do 1992.
Vodila je Euroviziju 1978. u Parizu.